# Edward Prescott
Edward C. Prescott (n. 26 decembrie 1940, Glens Falls⁠(d), New York, SUA – d. 6 noiembrie 2022, Paradise Valley⁠(d), Arizona, SUA) a fost un economist american, laureat al Premiului Nobel pentru economie în anul 2004.